# Transportation Manufacturing Corporation

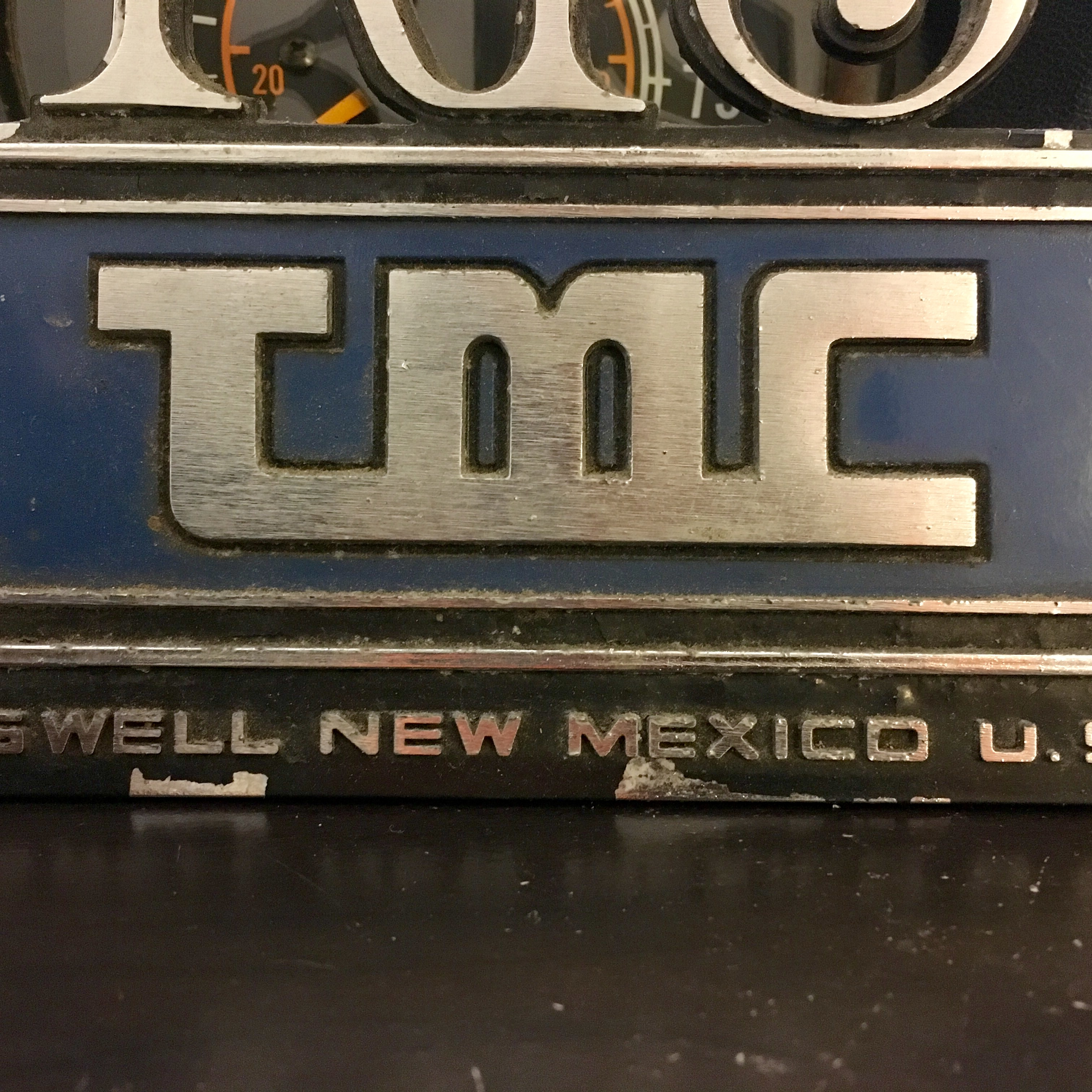
Một tấm bảng bằng đồng được tìm thấy tại RTS làm từ sau thập niên 1980, có logo TMC và từ viết tắt "RTS".

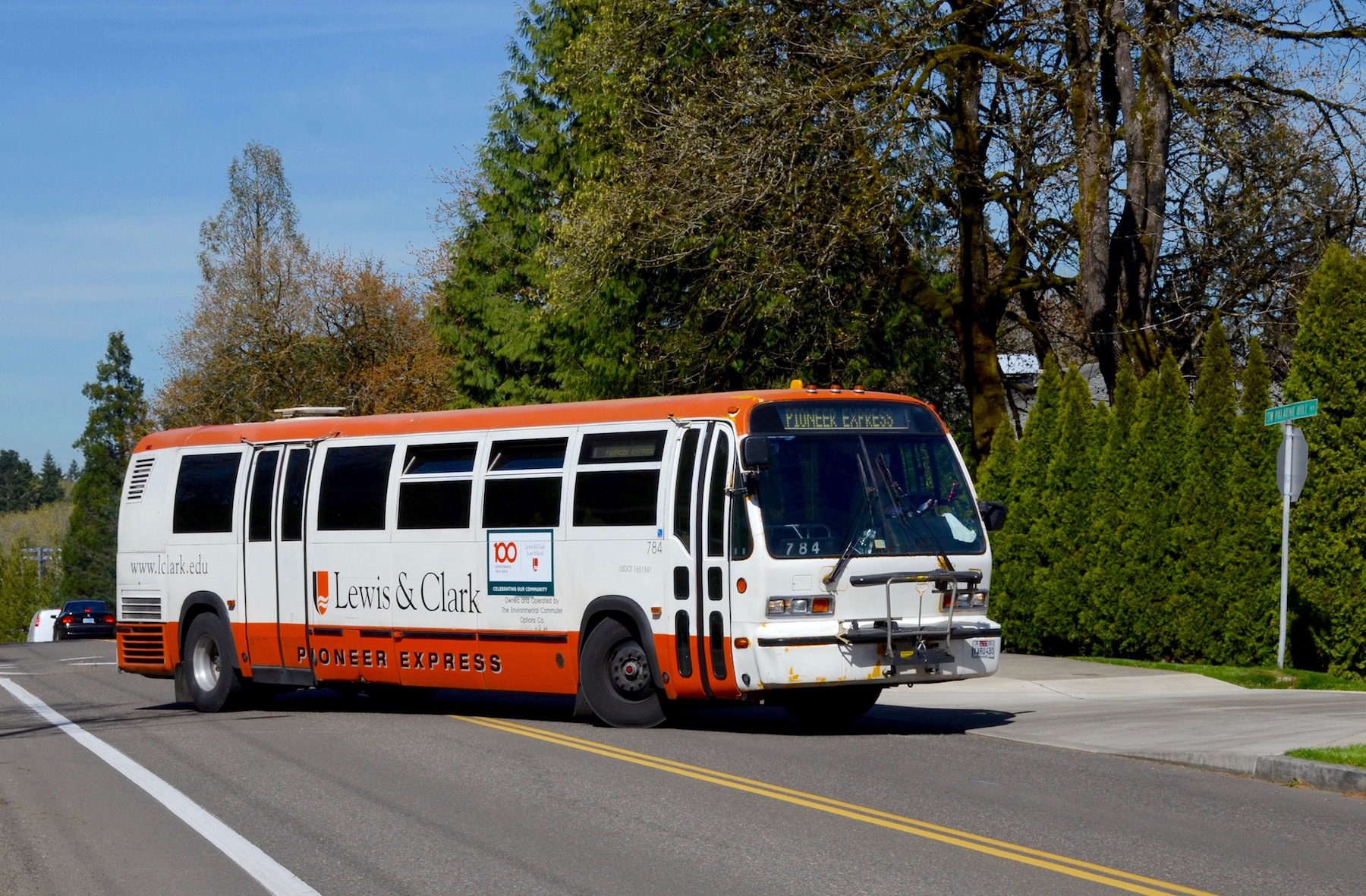
Một chiếc xe buýt TMC RTS năm 1994 vẫn hoạt động vào năm 2016 dành cho Trường Đại học Lewis & Clark ở Portland, Oregon.

Transportation Manufacturing Corporation (TMC) là nhà sản xuất xe buýt có trụ sở tại Roswell, New Mexico.
Greyhound Bus Lines đã lập nên công ty này vào năm 1974 nhằm mục đích sản xuất phương tiện giao thông cho hãng Motor Coach Industries. Năm 1987, General Motors đưa ra quyết định đóng cửa bộ phận xe buýt của mình và bán bản quyền sản xuất xe buýt Rapid Transit Series (RTS) và tuyến buýt trung chuyển Classic cho công ty con của Greyhound, Motor Coach Industries. Việc sản xuất RTS sẽ chuyển đến nhà máy TMC ở Roswell, New Mexico, trong khi việc sản xuất xe buýt dòng Classic vẫn làm tại nhà máy xe buýt GM cũ đóng ở Saint-Eustache, Quebec. Motor Coach Industries đã bán giấy phép xe buýt Classic và RTS của mình cho hãng Nova Bus vào năm 1993.
Năm 1990, TMC đã bắt đầu phát triển một loại xe kéo một cầu chuyên chở ô tô kèm theo. Rơ moóc này sử dụng các bánh xe có đường kính nhỏ để tối đa hóa không gian bên trong và các cánh tay robot để nâng ô tô và định vị chúng gần nhau trong thân xe kéo. Rơ moóc thiếu các đường dốc và giá đỡ truyền thống: ô tô được gắn chốt vào lốp xe, có rãnh vào các giá đỡ bên trong rơ moóc. Các tính năng này đã tối đa hóa công suất của loại xe kéo này.
Năm 1994, MCI bán lại nhà máy TMC cho NovaBus rồi đến lượt công ty này đóng cửa vào năm 2003. Nhà máy Roswell, New Mexico được mở lại sau đó với tên gọi Millennium Transit Services LLC.

## Sản phẩm
- Xe khách MCI: dòng Classic ban đầu do General Motors thiết kế nên
- Rapid Transit Series (RTS) - được cấp phép/mua lại từ General Motors vào năm 1987-1993
- CityCruiser/T-30 (một chiếc Orion I đã qua sửa đổi, do hãng Ontario Bus Industries cấp phép)
- Orion I đến từ hãng Orion Bus Industries